# Albert Becker (Historiker)
Albert Becker (* 16. September 1879 in Speyer; † 21. November 1957 in Heidelberg) war ein deutscher Historiker und Volkskundler.

## Leben
Becker besuchte das Gymnasium in Speyer, studierte in Heidelberg und München und wurde 1903 zum Dr. phil. promoviert. 1903 bis 1907 wirkte er als Gymnasialassistent am Humanistischen Gymnasium in Ludwigshafen am Rhein, von 1908 bis 1934 am Gymnasium in Zweibrücken, zuletzt als Oberstudiendirektor.
Becker gilt als Begründer der wissenschaftlichen Volkskunde in der Pfalz. Er war Ehrenmitglied der „Pfälzischen Gesellschaft zur Förderungen der Wissenschaften“, des „Pfälzischen Kirchengeschichtsvereins“ und des „Historischen Vereins der Pfalz“. Ausgezeichnet wurde er mit der Königlich bayerischen König-Ludwig-Medaille für Wissenschaft und Kunst (1917), mit dem Ritterkreuz I. Klasse des Königlich württembergischen Friedrichs-Ordens und der Bene-Merenti-Medaille der Universität Würzburg (1927).

## Werke
- Pseudo-Quintilianea. Symbolae ad Quintiliani quae ferentur declamationes XIX maiores. Waldkirch, Ludwigshafen 1904 (München, Univ., Diss. 1904).
- Schiller und die Pfalz. Programm des K. Humanistischen Gymnasiums Ludwigshafen a. Rhein 1906/07. Waldkirch, Ludwigshafen am Rhein, 1907. (Beiträge zur Heimatkunde der Pfalz. 1.) (Online)
- Pfälzer Volkskunde (= Volkskunde rheinischer Landschaften. Bd. 2, ZDB-ID 1117253-8). Schroeder, Bonn u. a. 1925 (Unveränderter Nachdruck. Weidlich, Frankfurt am Main 1979, ISBN 3-8035-1028-7).
- Hambach und Pirmasens. Ein Beitrag zur Geschichte des Hambacher Festes (= Beiträge zur Heimatkunde der Pfalz. H. 8, ZDB-ID 539842-3). Ad. Deil, Pirmasens 1928.
- J. G. A. Wirth im Gefängnis. Briefe eines Hambacher Patrioten. Zur 100. Wiederkehr des Festes von Hambach 1832 – 27. Mai 1932. Liesenberg, Neustadt an der Haardt 1932 (Sonderabdruck aus: Das Hambacher Schloß. ZDB-ID 2274692-4).
- Bänkelsang in der Pfalz am Rhein. In: Volkskundliche Gaben. John Meier zum siebzigsten Geburtstage dargebracht, Berlin: de Gruyter 1934, S. 16–24.
- Osterei und Osterhase. Vom Brauchtum der deutschen Osterzeit. Diederichs, Jena 1937